# Ambiente deposicional

Um diagrama de vários ambientes deposicionais

Em geologia, ambiente deposicional ou ambiente sedimentar descreve a combinação de processos físicos, químicos e biológicos associados à deposição de um tipo específico de sedimento e, portanto, aos tipos de rochas que se formarão após a litificação, se o sedimento for preservado no registro rochoso. Na maioria dos casos, os ambientes associados a tipos particulares de rochas ou associações de tipos de rochas podem ser relacionados a análogos existentes. No entanto, quanto mais recuada no tempo geológico a deposição dos sedimentos ocorreu, maior a probabilidade de que análogos modernos diretos não estejam disponíveis (por exemplo, formações de ferro bandado).

## Tipos de ambientes deposicionais
Continental

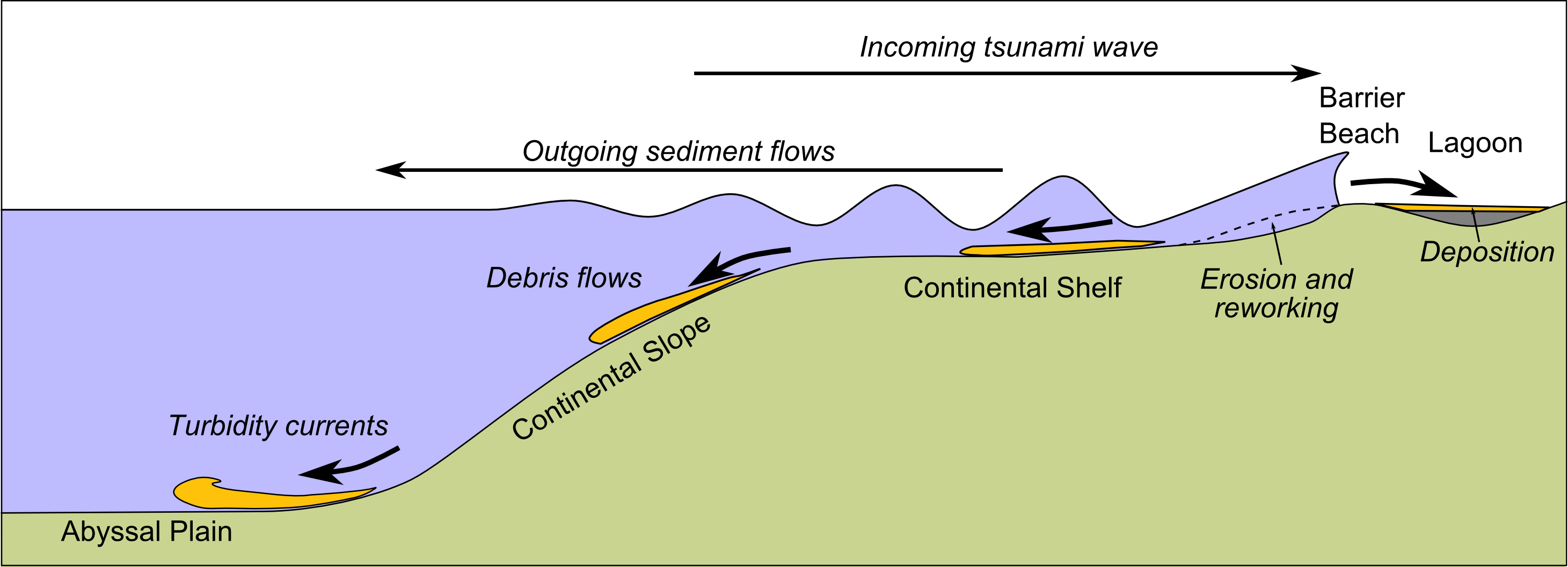
Diagrama para mostrar os diferentes ambientes deposicionais nos quais os depósitos de tsunami são formados - em parte após Shanmugam 2006

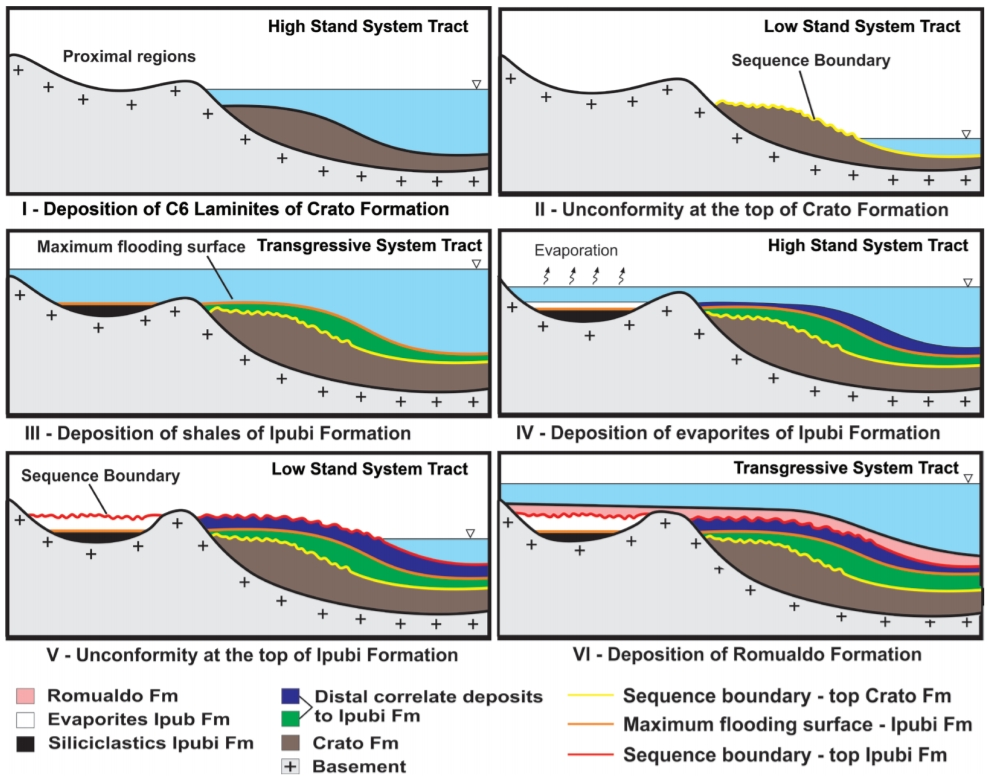
Modelo ambiental deposicional das formações da Bacia do Araripe, Nordeste do Brasil

- Aluvião – Solo solto ou sedimento que é erodido e redistribuído em um ambiente não marinho – tipo de depósito fluvial. Causado por água em movimento em forma de leque (Leque Aluvial) e contendo principalmente sedimentos impermeáveis e não porosos bem classificados.
- Eólica – Processos devido à atividade do vento. Frequentemente em desertos e regiões costeiras e bem classificado, com laminação cruzada em grande escala.
- Fluvial – Processos associados a rios e correntes – processos devido à água em movimento, principalmente rios. Sedimentos comuns são cascalho, areia e silte.
- Depósitos lacustres – Sedimento depositado por um lago – processos devido à água em movimento, principalmente lagos. Sedimentos comuns são areia, silte e argila.

Transicional
- Delta – Formação deposicional de silte na foz de um rio (possíveis camadas cruzadas, marcas de ripple)[4] Sedimentos comuns são areia, silte e argila.
- Maré – Elevação e queda do nível do mar sob influências gravitacionais astronômicas – processos devido a correntes de maré, cria planícies de maré (sedimentos de granulação fina, marcas de ripple, camadas cruzadas).[4] Sedimentos comuns são silte e argila.
- Laguna — Corpo de água raso separado de um maior por uma formação estreita de terra. Pouco transporte, cria ambiente de fundo de lagoa. Sedimentos comuns são carbonatos (em climas tropicais).
- Praia – Área de partículas soltas na beira do mar ou outro corpo de água. Causado por ondas e correntes de maré. Cria praias, flechas e barras de areia com os sedimentos comuns de cascalho e areia.
- Lago – Grande corpo de água relativamente parado.

Marinho
- Ambiente marinho de águas rasas – processos devido a ondas e correntes de maré, cria plataformas e taludes, lagoas. Sedimentos comuns são carbonatos (em climas tropicais) ou areia, silte e argila (em outros lugares)
  - Fundo superior da zona de arrebentação – Porção do leito do mar que é suficientemente rasa para ser agitada pela ação diária das ondas.
  - Fundo inferior da zona de arrebentação – Parte do leito do mar não perturbada pelas ondas.
- Ambiente marinho de águas profundas – Área plana no fundo do oceano profundo (planícies abissais) causado por correntes oceânicas. Sedimentos comuns são argila, lama carbonatada, lama de sílica.
- Arrecife – Um banco de rocha, coral ou outro material suficientemente coerente, localizado abaixo da superfície da água causado por ondas e correntes de maré. Também cria bacias adjacentes. Sedimentos comuns são carbonatos.

Outros
- Evaporito – Depósito mineral solúvel em água formado por evaporação de uma solução aquosa.
- Glaciação – Intervalo de tempo dentro de uma era glacial marcado por temperaturas mais frias e avanços glaciais.
  - Till – grãos angulares a arredondados, mal classificados, não estratificados (massivo)
  - Outwash – marcas de ripple, camadas cruzadas, semelhante a canal de fluxo[4]
- Vulcânico – Ruptura na crosta de um planeta que permite que lava, cinzas e gases escapem de abaixo da superfície.
- Tsunami – Unidade sedimentar depositada por um tsunami.

## Reconhecimento de ambientes deposicionais em sedimentos antigos
Ambientes deposicionais em sedimentos antigos são reconhecidos por meio de uma combinação de fácies sedimentares, associações de fácies, estruturas sedimentares e fóssils, especialmente conjuntos de icnofóssils, pois eles indicam o ambiente em que viveram.